# Station Tokuan
Station Tokuan (徳庵駅, Tokuan-eki) is een spoorwegstation in de Japanse stad Higashiōsaka. Het wordt aangedaan door de Gakkentoshi-lijn. Het station heeft drie sporen, gelegen aan twee zijperrons. Het derde spoor wordt slechts voor uitgerangeerde treinen gebruikt.

## Treindienst

### JR West
| 1 | ■ Gakkentoshi-lijn | richting Shijōnawate, Matsuiyamate en Kizu   |
| 2 | ■ Gakkentoshi-lijn | richting Kyōbashi, Kita-Shinchi en Amagasaki |

## Geschiedenis
Het station werd in 1895 geopend.

## Overig openbaar vervoer
Bus 28

## Stationsomgeving
- Inada winkelpromenade
- Hoofdkantoor van Kinki Sharyo
- McDonald's

Kizu · Nishi-Kizu · Hōsono · Shimokoma · JR Miyamaki · Dōshisha-mae · Kyōtanabe · Ōsumi · Matsuiyamate · Nagao · Fujisaka · Tsuda · Kawachi-Iwafune · Hoshida · Higashi-Neyagawa · Shinobugaoka · Shijōnawate · Nozaki · Suminodō · Kōnoikeshinden · Tokuan · Hanaten · Shigino · Kyōbashi